# Llewellyn Reichman
Llewellyn Reichman (* 27. Juli 1993 in Berlin) ist eine deutsche Schauspielerin.

## Leben
Reichman besuchte von 2012 bis 2016 die Hochschule für Schauspielkunst Berlin.
Bekannt wurde Reichman durch ihre Hauptrolle als Jorinde in der Neuverfilmung des Märchens Jorinde und Joringel, die am 25. Dezember 2011 vom  RBB im Rahmen der ARD-Sendereihe Sechs auf einen Streich ausgestrahlt wurde. Reichman begann ihre Karriere auf der Theaterbühne im HAU3 und spielte danach auf der Victor Harbor School in Australien sowie dem P14 an der Volksbühne. Sie spielt darüber hinaus Querflöte und betreibt Jazz Dance und Yoga.
Sie lebt in Berlin.

## Filmografie
- 2006: Ein Tag im Rollstuhl
- 2011: Jorinde und Joringel
- 2012: Letzte Spur Berlin (Fernsehserie, Folge Ewige Dunkelheit)
- 2012: Fünfsechstel (Kurzfilm)
- 2016: Frau Pfarrer & Herr Priester
- 2018: Der Staatsanwalt (Fernsehserie, Folge  Vollstreckt)
- 2018: In aller Freundschaft – Die jungen Ärzte (Fernsehserie, Folge Unter Geschwistern)
- 2018: In aller Freundschaft –  Die jungen Ärzte (Fernsehserie, Folge Berufung)
- 2018–2021: In aller Freundschaft – Die Krankenschwestern (Fernsehserie)
- 2019: Walpurgisnacht – Die Mädchen und der Tod
- 2021: Deadlines (Fernsehserie)
- 2021: SOKO Leipzig (Fernsehserie, Folge Kowalskis Entscheidung)
- 2024: Immerhin: Die Kunst, die Kunst

## Theater
- 2008: Vom süßen Jenseits, HAU3
- 2008: Romeo and Juliet, Victor Harbor School Australien
- 2009: Samstagnachtfieber
- 2009: Die Oriestie, P14 an der Volksbühne
- 2009: The Poor Maiden Monsters
- 2010: Regierungsfreundliche Schauspiele, P14 an der Volksbühne
- 2010: Blaubart, Hoffnung der Frauen
- 2010: Pension Schöller. L’Explosion De La Coeur, P14 an der Volksbühne
- 2014: Der neue Menoza (Donna Diana), Volksbühne am Rosa-Luxemburgplatz
- 2014/15: Fabian – Der Gang vor die Hunde. Schaubühne Berlin
- 2016: Die Satanischen Verse, Staatstheater Hessen Wiesbaden

## Auszeichnungen
- 2006: 1. Preis „Jugend musiziert“ im Regionalwettbewerb (Querflöte)
- 2008: Drama Subjekt Award 2008 der Victor Harbor High School Australien